# Дукуре, Исмаэль
Исмаэ́ль Ландри́ Дукуре́ (фр. Ismaël Landry Doukouré; 24 июля 2003, Лилль, Франция) — французский футболист ивуарийского происхождения, защитник клуба «Страсбур». Участник летних Олимпийских игр 2020 в Токио.

## Клубная карьера
Дукуре — воспитанник клубов Лилль и «Валансьен». 17 октября 2020 года в матче против «Сошо» он дебютировал в Лиге 2. В начале 2022 года Дукуре перешёл в «Страсбур». 7 мая в матче против «Бреста» он дебютировал в Лиге 1. 

## Международная карьера
В 2021 году Дукуре принял участие в Олимпийских играх в Токио. На турнире он был запасным и на поле не вышел.
В 2022 году в составе юношеской сборной Франции Дукуре принял участие в юношеском чемпионате Европы в Израиле. На турнире он сыграл в матче против команды Румынии.